# Association sportive Ndjadi
L'AS Ndjadi est un club de football Congolais basé à Kindu. 
Le club remporte la LIFMA ce qui lui permet de disputer la Ligue 1 en 2010. Toutefois, il n'arrive pas à se qualifier pour le second tour du championnat. 

## Palmarès
- LIFMA
  - Champion : 2010